# Найджел Клаф
Найджел Клаф (англ. Nigel Clough, нар. 19 березня 1966, Сандерленд) — англійський футболіст, що грав на позиції нападника. Виступав за клуби «Ноттінгем Форест», «Ліверпуль», «Манчестер Сіті» та «Шеффілд Венсдей», а також національну збірну Англії.
По завершенні ігрової кар'єри — футбольний тренер. Працював з «Бертон Альбіон», «Дербі Каунті» та «Шеффілд Юнайтед».

## Клубна кар'єра
Найджел — молодший син знаменитого англійського футболіста та тренера Браяна Клафа, найбільш відомого по роботі з клубом «Ноттінгем Форест», з яким він двічі поспіль виграв Кубок європейських чемпіонів. Найджел пішов по стопах батька і пов'язав своє життя з футболом. Після закінчення школи він став професійним футболістом, підписавши контракт з «Ноттінгем Форест», який тоді тренував його батько.
Лише в сезоні 1986/1987 Найджел закріпився в основному складі команди і став її найкращим бомбардиром з 14 голами, забитими в чемпіонаті Англії. У другій половині 1980-х Найджел Клаф був ключовим гравцем ноттінгемців. Двічі, у 1989 і 1990 роках, Клаф у складі «Ноттінгем Форест» вигравав Кубок Футбольної ліги, в 1991 допоміг команді дійти до фіналу Кубка Англії. Загалом на «Сіті Граунд» він розкрив свій потенціал форварда, забивши більше сотні м'ячів у складі «лісників» і став другим бомбардиром в історії клубу.
Після вильоту «Ноттінгем Форест» з Прем'єр-ліги і уходу його батька з футболу в 1993 році, Найджел Клаф перейшов в «Ліверпуль», який заплатив за його перехід 2,75 мільйони фунтів. У «Ліверпулі» на Клафа покладалися великі надії, передбачалося, що він складе пару нападників з Іаном Рашем. Вболівальники сподівалися, що в особі Клафа вони отримали нового Кенні Далгліша. Найджел добре почав сезон у складі «Ліверпуля», забивши два голи в першому матчі проти команди «Шеффілд Венсдей» на «Енфілді», однак після його вкрай невиразної гри у матчі з «Евертоном», що закінчилася поразкою «Ліверпуля» з рахунком 2:0, тренер «червоних», Грем Сунесс, замінив Клафа молодим і талановитим Роббі Фаулером. Пізніше Клаф був переведений Сунессом в півзахист і досить успішно заграв на новій для себе позиції, наприклад, 4 січня 1994 року в матчі проти «Манчестер Юнайтед», коли Ліверпуль поступався по ходу матчу з рахунком 0:3, але все-таки зумів переломити хід гри і зіграти внічию завдяки двом голам Найджела.
У 1994 році Сунесса на посаді тренера «Ліверпуля» змінив Рой Еванс, який не бачив для Клафа місця в основному складі, тому у січні 1996 року Клаф перейшов за півтора мільйона фунтів в «Манчестер Сіті». Він дограв залишок сезону в основному складі «містян», але не зміг допомогти команді втриматися у Прем'єр-лізі. Команда перебувала у глибокій кризі, а сам Клаф був не в кращій формі, особливо після отриманої травми. У грудні 1996 року він був відданий в оренду своїй першій команді, «Ноттінгем Форест», але нічим особливим не відзначився, забивши лише одного разу у ворота «Лестер Сіті» в 13 матчах за клуб. У 1997 році Клаф був відданий «Шеффілд Венсдей» в оренду, знову не зумівши заграти на колишньому рівні і зігравши лише один матч, останній для нього в Прем'єр-лізі. Після вильоту «Манчестер Сіті» у другий дивізіон в 1998 році Клаф став вільним агентом і в 32 роки вирішив піти з великого футболу.

## Виступи за збірну
З 1986 року грав за молодіжну збірну Англії
23 травня 1989 року дебютував в офіційних матчах у складі національної збірної Англії у товариській грі проти збірної Чилі.
У складі збірної був учасником чемпіонату Європи 1992 року у Швеції, проте на поле на турнірі так і не вийшов.
Протягом кар'єри у національній команді, яка тривала 5 років, провів у формі головної команди країни 14 матчів.

## Кар'єра тренера
У жовтні 1998 року Клаф став граючим тренером клубу «Бертон Альбіон», що виступав у Прем'єр-дивізіоні Південної футбольної ліги. Перший сезон як для тренера завершився для Клафа невдало — його клуб посів лише 13 місце, однак у двох наступних сезонах «Бертон Альбіон» фінішував другим, а після переведення команди у 2001 році в Прем'єр-дивізіон Північної Прем'єр-ліги з першої спроби виграв цей турнір і потрапив у Національну Конференцію. У 2006 році команда Клафа створила сенсацію у Кубку Англії, відстоявши нічийний рахунок у матчі з «Манчестер Юнайтед», хоча в переграванні «манкуніанці» розгромили скромний «Бертон Альбіон» з рахунком 5:0. До 42 років Клаф заявляв себе на турнір як гравця, хоча грав досить рідко, в останній раз він виходив на поле у жовтні 2008 року на позиції флангового захисника.
У сезоні 2008/2009 «Бертон» показав чудові результати, здобувши 11 перемог поспіль і посівши перше місце, пробився у Другу лігу, але вже без Клафа, який в середині сезону, 5 січня 2009 року, був призначений головним тренером клубу «Дербі Каунті» з Чемпіоншипу. Цей клуб протягом шести сезонів тренував батько Найджела, Брайан Клаф, який вивів команду з другого дивізіону і привів до перемоги в чемпіонаті Англії 1972 року. Результати Дербі покращилися після приходу Найджела, і клубу вже не загрожував виліт. Сезон 2009/10 «Дербі» закінчив на 14 місці в другій за значимістю лізі Англії з 56 очками в 46 іграх. В подальшому «Дербі Каунті» з Клафом стабільно займали місця в середині таблиці, але 28 вересня 2013 року Клаф був звільнений після невдалого старту сезону 2013/14.
23 жовтня 2013 року Клаф був призначений новим менеджером «Шеффілд Юнайтед» із Першої ліги, підписавши контракт на два з половиною роки. У сезоні 2014/15 дійшов з командою до півфіналу Кубка Ліги, проте не зміг здолати в плей-оф за вихід у Чемпіоншип «Свіндон Таун», після чого у травні 2015 року був звільнений.
В грудні 2015 року знову очолив «Бертон Альбіон», з яким в тому ж сезоні зайняв друге місце у Першій лізі і вивів команду вперше в історії в Чемпіоншип, другий за рівнем дивізіон Англії.

## Статистика
| Клуб                         | Сезон                        | Ліга | Ліга | Кубок Англії | Кубок Англії | Кубок Ліги | Кубок Ліги | Інші | Інші | Разом | Разом |
| Клуб                         | Сезон                        | Ігри | Голи | Ігри         | Голи         | Ігри       | Голи       | Ігри | Голи | Ігри  | Голи  |
| ---------------------------- | ---------------------------- | ---- | ---- | ------------ | ------------ | ---------- | ---------- | ---- | ---- | ----- | ----- |
| Ноттінгем Форест             | 1984/85                      | 9    | 1    | 0            | 0            | 0          | 0          | 0    | 0    | 9     | 1     |
| Ноттінгем Форест             | 1985/86                      | 39   | 15   | 2            | 0            | 4          | 3          | 0    | 0    | 45    | 18    |
| Ноттінгем Форест             | 1986/87                      | 42   | 14   | 1            | 0            | 6          | 2          | 0    | 0    | 49    | 16    |
| Ноттінгем Форест             | 1987/88                      | 34   | 19   | 3            | 1            | 3          | 2          | 0    | 0    | 40    | 22    |
| Ноттінгем Форест             | 1988/89                      | 36   | 14   | 4            | 0            | 8          | 6          | 5    | 0    | 53    | 20    |
| Ноттінгем Форест             | 1989/90                      | 38   | 9    | 1            | 0            | 10         | 3          | 2    | 0    | 51    | 12    |
| Ноттінгем Форест             | 1990/91                      | 37   | 14   | 10           | 2            | 3          | 3          | 2    | 1    | 52    | 20    |
| Ноттінгем Форест             | 1991/92                      | 34   | 5    | 3            | 2            | 7          | 1          | 5    | 0    | 49    | 8     |
| Ноттінгем Форест             | 1992/93                      | 42   | 10   | 4            | 1            | 5          | 1          | 0    | 0    | 51    | 12    |
| Ноттінгем Форест             | Разом                        | 311  | 101  | 28           | 6            | 46         | 21         | 14   | 1    | 399   | 129   |
| Ліверпуль                    | 1993/94                      | 27   | 7    | 2            | 0            | 2          | 1          | 0    | 0    | 31    | 8     |
| Ліверпуль                    | 1994/95                      | 10   | 0    | 0            | 0            | 1          | 1          | 0    | 0    | 11    | 1     |
| Ліверпуль                    | 1995/96                      | 2    | 0    | 0            | 0            | 0          | 0          | 0    | 0    | 2     | 0     |
| Ліверпуль                    | Разом                        | 39   | 7    | 2            | 0            | 3          | 2          | 0    | 0    | 44    | 9     |
| Манчестер Сіті               | 1995/96                      | 15   | 2    | 3            | 1            | 0          | 0          | 0    | 0    | 18    | 3     |
| Манчестер Сіті               | 1996/97                      | 23   | 2    | 0            | 0            | 2          | 1          | 0    | 0    | 25    | 2     |
| Манчестер Сіті               | 1997/98                      | 0    | 0    | 0            | 0            | 0          | 0          | 0    | 0    | 0     | 0     |
| Манчестер Сіті               | Разом                        | 38   | 4    | 3            | 1            | 2          | 0          | 0    | 0    | 43    | 5     |
| → Ноттінгем Форест           | 1996/97                      | 13   | 1    | 0            | 0            | 0          | 0          | 0    | 0    | 13    | 1     |
| → Ноттінгем Форест           | Разом                        | 13   | 1    | 0            | 0            | 0          | 0          | 0    | 0    | 13    | 1     |
| Усього за «Ноттінгем Форест» | Усього за «Ноттінгем Форест» | 324  | 102  | 28           | 6            | 46         | 21         | 14   | 1    | 412   | 130   |
| → Шеффілд Венсдей            | 1997/98                      | 1    | 0    | 0            | 0            | 1          | 0          | 0    | 0    | 2     | 0     |
| → Шеффілд Венсдей            | Разом                        | 1    | 0    | 0            | 0            | 1          | 0          | 0    | 0    | 2     | 0     |
| Бертон Альбіон               | 1998/99                      | 24   | 2    | 0            | 0            | -          | -          | 0    | 0    | 24    | 2     |
| Бертон Альбіон               | 1999/00                      | 41   | 3    | 2            | 0            | -          | -          | 0    | 0    | 43    | 3     |
| Бертон Альбіон               | 2000/01                      | 30   | 3    | 2            | 0            | -          | -          | 0    | 0    | 32    | 3     |
| Бертон Альбіон               | 2001/02                      | 39   | 4    | 0            | 0            | -          | -          | 3    | 0    | 42    | 4     |
| Бертон Альбіон               | 2002/03                      | 34   | 1    | 3            | 0            | -          | -          | 0    | 0    | 37    | 1     |
| Бертон Альбіон               | 2003/04                      | 24   | 0    | 1            | 0            | -          | -          | 0    | 0    | 25    | 0     |
| Бертон Альбіон               | 2004/05                      | 26   | 1    | 1            | 0            | -          | -          | 1    | 0    | 28    | 1     |
| Бертон Альбіон               | 2005/06                      | 7    | 0    | 0            | 0            | -          | -          | 0    | 0    | 7     | 0     |
| Бертон Альбіон               | 2006/07                      | 0    | 0    | 0            | 0            | -          | -          | 0    | 0    | 0     | 0     |
| Бертон Альбіон               | 2007/08                      | 1    | 0    | 0            | 0            | -          | -          | 0    | 0    | 1     | 0     |
| Бертон Альбіон               | Разом                        | 226  | 14   | 9            | 0            | 0          | 0          | 4    | 0    | 239   | 14    |
| Всього за кар'єру            | Всього за кар'єру            | 628  | 127  | 42           | 7            | 52         | 23         | 18   | 1    | 740   | 158   |

## Титули і досягнення

### Як гравець
- Володар Кубка англійської ліги (3):

«Ноттінгем Форест»: 1988—1989, 1989—1990
«Ліверпуль»: 1994—1995
- Володар Кубка повноправних членів (2):

«Ноттінгем Форест»: 1988—1989, 1991—1992

### Як тренер
- Менеджер року LMA FA Cup: 2014[17]
- Менеджер місяця Першої ліги: лютий 2014